# Phare d'Inishtrahull
Le phare d'Inishtrahull est le phare le plus septentrional d'Irlande. Il est situé sur l'île d'Inishtrahull au large des côtes du Comté de Donegal (Irlande). Il est géré par les Commissioners of Irish Lights (CIL).

## Histoire
Associé au phare de Tory Island (Île de Toraigh), ils sont les deux principaux feux maritimes terrestres pour la navigation maritime depuis l'Atlantique, autour de la côte nord de l'Irlande, et la navigation locale.
Les travaux de ce premier phare, situé à l'extrémité est de l'île, ont commencé en 1812, principalement pour les navires de la Royal Navy utilisant le Lough Foyle comme rade-abri. Les dessins du phare ont été réalisés par George Halpin (en), un inspecteur principal des phares, pour le compte des autorités portuaires de Dublin. La première Lumière fut établie le 17 mars 1813. La hauteur de la tour était d'environ 12,8 mètres. Plus tard, un appareil dioptrique a été installé dans la lanterne et il est entré en service le 29 septembre 1864.
Au début du XXe siècle, il a été décidé qu'un signal de brouillard était nécessaire dans la région de Malin Head. Il a été construit à l'extrémité ouest de l'île et il est entré en service en 1905. Il y avait donc deux stations séparées sur l'île. En 1952, les Commissioners of Irish Lights ont décidé de moderniser le signal de brume du phare. Ils ont décidé que la meilleure façon de faire serait de construire un nouveau phare à côté de la station de signalisation de brouillard à l'extrémité ouest de l'île et d'arrêter le phare à l'extrémité est.
Le deuxième phare est entré en service le 8 octobre 1958. Il mesure 23 mètres de haut, avec lanterne et balcon, le tout peint en blanc. En 1987, l'optique de 1958 a dû être remplacée pour se conformer aux recommandations de l'Association internationale de signalisation maritime pour procéder à son automatisation. Celle-ci a été effective le 30 avril 1987 et la corne de brume a été supprimée le lendemain.
La station a ensuite été convertie à l'énergie solaire le 20 septembre 2000. Le site est fermé et accessible seulement en hélicoptère. L'île est une aire protégée.